# شون جونستون (كاتب)
شون جونستون هو كاتب كندي، ولد في 30 ديسمبر 1966. صاحب مجموعة القصص القصيرة A Day Does Not Go By.

## وصلات خارجية
- الموقع الرسمي